# アンディ・フィックマン
アンディ・フィックマン（Andy Fickman）は、アメリカ合衆国の映画監督。

## 作品
- ファイティング・with・ファイア Playing with Fire (2019)
- うわさのツインズ リブとマディ
- かぞくモメはじめました
- ウィッチマウンテン/地図から消された山
- ゲーム・プラン
- アメリカン・ピーチパイ